# Chlorid cesný
Chlorid cesný je anorganická sloučenina cesia se vzorcem CsCl. Jedná se o typický iontový krystal. V přírodě se nachází jako příměs minerálních vod a v některých minerálech. Průmyslově se tento chlorid získává z polucitu.

## Využití

### Medicína
V medicíně je používán (například obohacený o radioizotopy 137CsCl a/nebo 131CsCl) při léčbě rakoviny a diagnostice infarktu myokardu.

### Analýza makromolekul
Roztok chloridu cesného je používán při separaci makromolekul, nejčastěji DNA, vytvořením koncentračního gradientu chloridu cesného při centrifugaci s dosahovaným přetížením v hodnotách řádově 105 až 106 G. Roztok chloridu cesného se používá proto, že při jeho koncentraci 1,6 až 1,8 g/ml je jeho hustota blízká hustotě DNA. Po několikahodinové centrifugaci při vysokých otáčkách a přetížení kolem 100 000 G se vytvoří koncentrační gradient, kdy vyšší koncentrace je ve větší vzdálenosti od osy, tedy u dna zkumavky. Tento gradient se vytvoří rovnovážným působením protichůdných procesů: difuze a působení odstředivé síly. Makromolekuly DNA potom mohou být odděleny na základě různých proporcí AT : GC: pár AT je lehčí než pár GC, tedy dva různé typy DNA se stejnou délkou ale různým poměrem AT : GC mohou být ultracentrifugací v koncentračním gradientu CsCl odděleny tak, že molekuly s vyšším obsahem párů AT jsou blíže k ose a s vyšším obsahem párů GC jsou blíže ke dnu zkumavky. Analogicky může být rozdělena směs různých typů DNA a/nebo RNA, stejně jako nukleových kyselin od jiných buněčných struktur. V jiných, specializovaných případech mohou být touto metodou odděleny jinak shodné molekuly nukleových kyselin s odlišným obsahem těžších izotopů v důsledku jejich inkorporace při provedení pokusu nebo diagnostické operace.

### Chemická analýza
CsCl je používán též při precipitačních analytických metodách, kdy totožnost analytu je určována podle specifického zbarvení a mikroskopické morfologie vzniklého precipitátu. Mezi jinými oblastmi tato metoda nachází využití také v toxikologických analýzách forenzního lékařství.

## Neštěstí
Dne 13. září v roce 1987 došlo k neštěstí v Goiânie (Goiânia v brazilském státě Goiás). Tehdy byl z nemocnice ukraden kovový kontejner o hmotnosti 93 gramů s vysoce radioaktivním práškem 137CsCl. Později s ním manipulovalo mnoho lidí, následkem čehož čtyři lidé zemřeli a z kolem 112 000 proměřovaných podezřelých byla u 249 z nich nalezena značná kontaminace. Při dekontaminační akci byla provedena skrývka na mnoha místech (275 nákladních aut radioaktivního materiálu), zbořeno několik kontaminovaných domů. Neštěstí bylo označeno jako jedno z největších radiačních neštěstí na světě.